# Bui Dam
Bui Dam är en dammbyggnad i Ghana.   Den ligger i regionen Norra regionen, i den centrala delen av landet, 400 km nordväst om huvudstaden Accra. Bui Dam ligger 105 meter över havet.
Terrängen runt Bui Dam är platt söderut, men norrut är den kuperad. Bui Dam ligger nere i en dal. Runt Bui Dam är det glesbefolkat, med 16 invånare per kvadratkilometer. Omgivningarna runt Bui Dam är huvudsakligen savann.